# Kristýna Černá
Kristýna Černá (* 21. Februar 1993) ist eine tschechische Biathletin.
Kristýna Černá startet für TJ Spartak OEZ Letohrad. Ihr internationales Debüt gab sie bei den Biathlon-Juniorenweltmeisterschaften 2011 in Nové Město na Moravě, wo sie 39. des Einzels, 41. des Sprints, 34. der Verfolgung und 12. des Staffelrennens wurde. Im weiteren Jahresverlauf nahm sie auch an den Juniorenrennen der Sommerbiathlon-Weltmeisterschaften 2011 an selber Stelle teil, wo sie in Sprint und Verfolgung Neunte sowie im Staffelrennen Fünfte wurde. 2012 startete sie zunächst bei den Juniorenrennen der Europameisterschaften in Osrblie und wurde 15. des Einzels, 23. des Sprints, 19. der Verfolgung sowie mit Eva Puskarčíková, Vlastimil Vávra und Michal Krčmář Mixedstaffel-Fünfte. Danach startete Černá bei den Biathlon-Juniorenweltmeisterschaften 2012 in Kontiolahti, wo sie Sechste des Einzels, 17. des Sprints, 16. der Verfolgung und 12. mit der Staffel wurde. Es folgten erneut die Juniorenrennen der Sommerbiathlon-Weltmeisterschaften 2012 in Ufa. Dort wurde sie 15. des Sprints, Elfte der Verfolgungsrennens und gewann mit Jessica Jislová, Matěj Krupčík und Michal Žák Bronze im Mixed-Staffelrennen.
Černá debütierte zu Beginn der Saison 2011/12 in Östersund im IBU-Cup, wo sie 59. eines Sprints wurde. 2013 bestritt sie in Oberhof ihre ersten Rennen im Biathlon-Weltcup. In ihren ersten Rennen wurde sie 73. des Sprints und mit Veronika Vítková, Veronika Zvařičová und Jitka Landová Elfte mit der tschechischen Staffel. Eine Woche später stand sie mit Veronika Vítková, Gabriela Soukalová und Veronika Zvařičová in Ruhpolding erneut in der Staffel. Mit ihren Mitstreiterinnen erreichte sie hinter Norwegen und Russland den dritten Platz das beste tschechische Staffelergebnis seit langem und zugleich ihr erstes Podiumsergebnis im Weltcup.

## Weltcup-Platzierungen
Die Tabelle zeigt alle Platzierungen (je nach Austragungsjahr einschließlich Olympische Spiele und Weltmeisterschaften).
- 1.–3. Platz: Anzahl der Podiumsplatzierungen
- Top 10: Anzahl der Platzierungen unter den ersten zehn (einschließlich Podium)
- Punkteränge: Anzahl der Platzierungen innerhalb der Punkteränge (einschließlich Podium und Top 10)
- Starts: Anzahl gelaufener Rennen in der jeweiligen Disziplin
- Staffel: inklusive Mixed- und Single-Mixed-Staffeln

| Platzierung                | Einzel | Sprint | Verfolgung | Massenstart | Staffel | Gesamt |
| -------------------------- | ------ | ------ | ---------- | ----------- | ------- | ------ |
| 1. Platz                   |        |        |            |             |         |        |
| 2. Platz                   |        |        |            |             |         |        |
| 3. Platz                   |        |        |            |             | 1       | 1      |
| Top 10                     |        |        |            |             | 1       | 1      |
| Punkteränge                |        |        |            |             | 2       | 2      |
| Starts                     |        | 1      |            |             | 2       | 3      |
| Stand: Ende Saison 2012/13 |        |        |            |             |         |        |